# Lado Fumic
Lado Fumic (Kirchheim unter Teck, 20 mei 1976) is een voormalig Duits mountainbiker. Hij vertegenwoordigde zijn vaderland tweemaal op rij bij de Olympische Spelen: in 2000 en 2004. Zijn beste olympische prestatie was de vijfde plaats in Sydney (2000). Vier jaar later in Athene beëindigde hij de race niet. Hij is de oudere broer van collega-mountainebiker Manuel Fumic.

## Erelijst

### Mountainbike
2000
- Duits kampioen cross country
- 5e Olympische Spelen (cross country)

2001
- Duits kampioen cross country
- Europees kampioenschap cross country

2002
- Duits kampioen cross country
- Europees kampioenschap cross country
- 3e in Mont-Sainte-Anne
- 4e Wereldkampioenschap cross country

2003
- Duits kampioen cross country
- Europees kampioenschap cross country
- 2e in Fort William

2004
- Duits kampioen cross country
- Europees kampioenschap cross country
- 6e Wereldkampioenschap cross country

2005
- Duits kampioen cross country
- Duits kampioen marathon
- 11e in WB-eindklassement